# Проспект Ленина (Лениногорск)
Проспект им. Ленина — одна из центральных улиц города Лениногорска, Республики Татарстан. Проспект назван в честь В. И. Ленина решением Лениногорского городского совета депутатов от 20.12.1968 № 517

## Расположение
Простираясь с юго-запада на северо-восток, от мэрии города до нижнего озера, проспект имеет длину около 1100 метров. Проспект пересекают: ул. им. Тукая, ул. им. Морякова, ул. им. Куйбышева, пр. 50 лет Победы, ул. им. Булгакова.

## История

Барельеф Фомину М. Д. Инициатору озеленения города.

До 1962 года на месте проспекта располагался глубокий овраг, который постепенно засыпался силами жителей города. Так 23 апреля, на уже выровненной улице началась массовая посадка деревьев. В 1967 году на пересечении с улицей им. Тукая был, установлен фонтан «Балерины». А в июле 1972 года на пересечении с проспектом им. Я.Свердлова началось строительство композиции «Монумент первооткрывателям нефти Татарии». Его торжественное открытие состоялось 6 сентября 1975 года. В честь 50-летия города была проведена реконструкция проспекта, пешеходные части улицы вымощены тротуарной плиткой, были установлены беседки в виде ротонд, барельеф Фомину. В 2009 году был реконструирован «Монумент первооткрывателям нефти Татарии». В 2011 году открыты два новых памятника: ветеранам Афганистана и ликвидаторам аварии на ЧАЭС.

## Объекты, расположенные на улице
На проспекте расположены здание Мэрии и Совета муниципального образования «город Лениногорск» и «Лениногорский муниципальный район», реабилитационный центр «Алый парус», Лениногорский филиал КНИТУ-КАИ им. А. Н. Туполева, Дом Культуры, Лениногорский Нефтяной Техникум, ЗАО СК «Чулпан», Лениногорская техническая библиотека.
Достопримечательности: «Монумент первооткрывателям нефти Татарии», фонтан «Балерины», берелеф Фомину М. Д., памятники: Михаилу Ломоносову, Муллануру Вахитову, Габдулле Тукаю.

### Монумент первооткрывателям нефти Татарии
54°36′17″ с. ш. 52°27′07″ в. д.
Венцом проспекта является грандиозный «Монумент первооткрывателям нефти Татарии». В центре композиции — мощный вырывающийся из под земли фонтан нефти высотой 33 метра, выполненный из нержавеющей стали. Фонтан опоясан кольцом скульптурного рельефа диаметром 18 метров, высотой 2,5 метра. Это гигантское кольцо покоится на мощных пилонах, облицованных мрамором. Монумент установлен на возвышении, к нему со всех сторон идут ступени. Органически сочетая в себе высокую символику и исторический рассказ, это сооружение в полной мере раскрывает значимость такого события, как начало добычи нефти в Татарстане. До реконструкции колонны были облицованы гранитом, а на них были высечены имена тех, кто открывал и создавал нефтяную индустрию края. К монументу ведёт вымощенная аллея с высаженными в 4 ряда величественными голубыми и зелёными елями, символизирующими стойкость и непреклонность добытчиков чёрного золота. Композиция шириной 100 и длиной 400 метров заканчивается клумбами с многочисленными цветами и видом на вымощенную набережную города (до реконструкции на месте клумб располагались фонтаны). Проект разрабатывался совместно архитектором А. Печёркиным и скульптором Б. Н. Фузеевым.

### Барельеф Фомину
54°36′03″ с. ш. 52°26′44″ в. д.
В качестве благодарности за огромный неоценимый вклад в озеленение города лениногорцами была установлена большая памятная каменная плита с барельефом М. Д. Фомина. Именно под руководством Михаила Дмитриевича на улицах города были посажены десятки тысяч диких яблонь, тополей, клёнов, лип и многих других деревьев и кустарников.